# Исцеление слепорождённого
Исцеление слепорождённого – одно из чудес Иисуса Христа, описанное в Евангелии от Иоанна.

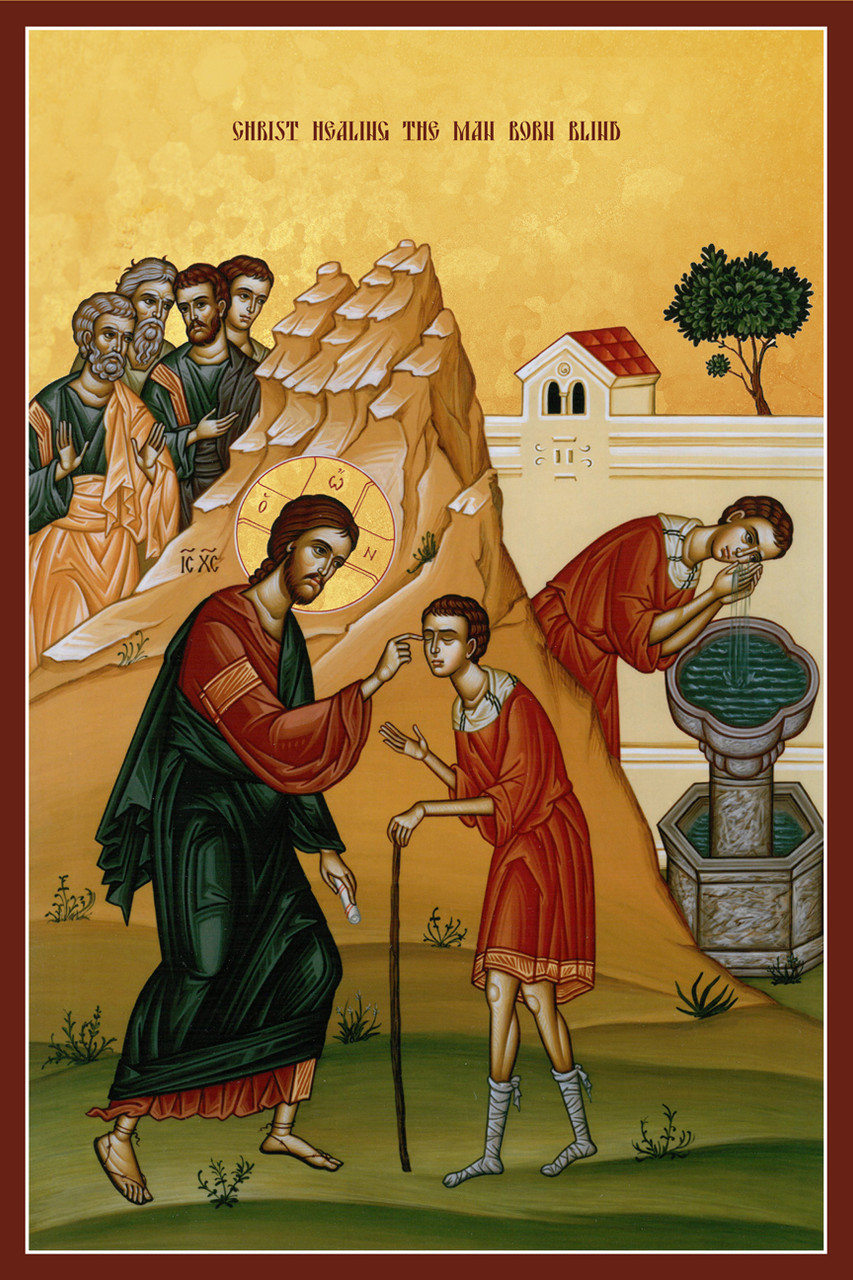
Современная икона

## Описание чуда в Евангелии от Иоанна
И, проходя, увидел человека, слепого от рождения. Ученики Его спросили у Него: Равви! кто согрешил, он или родители его, что родился слепым? Иисус отвечал: не согрешил ни он, ни родители его, но это для того, чтобы на нем явились дела Божии. Мне должно делать дела Пославшего Меня, доколе есть день; приходит ночь, когда никто не может делать. Доколе Я в мире, Я свет миру. Сказав это, Он плюнул на землю, сделал брение из плюновения и помазал брением глаза слепому, и сказал ему: пойди, умойся в купальне Силоам, что значит: посланный. Он пошел и умылся, и пришел зрячим. Тут соседи и видевшие прежде, что он был слеп, говорили: не тот ли это, который сидел и просил милостыни? Иные говорили: это он, а иные: похож на него. Он же говорил: это я. Тогда спрашивали у него: как открылись у тебя глаза? Он сказал в ответ: Человек, называемый Иисус, сделал брение, помазал глаза мои и сказал мне: пойди на купальню Силоам и умойся. Я пошел, умылся и прозрел. Тогда сказали ему: где Он? Он отвечал: не знаю. Повели сего бывшего слепца к фарисеям. А была суббота, когда Иисус сделал брение и отверз ему очи. Спросили его также и фарисеи, как он прозрел. Он сказал им: брение положил Он на мои глаза, и я умылся, и вижу. Тогда некоторые из фарисеев говорили: не от Бога Этот Человек, потому что не хранит субботы. Другие говорили: как может человек грешный творить такие чудеса? И была между ними распря. Опять говорят слепому: ты что скажешь о Нем, потому что Он отверз тебе очи? Он сказал: это пророк. Тогда Иудеи не поверили, что он был слеп и прозрел, доколе не призвали родителей сего прозревшего и спросили их: это ли сын ваш, о котором вы говорите, что родился слепым? как же он теперь видит? Родители его сказали им в ответ: мы знаем, что это сын наш и что он родился слепым, а как теперь видит, не знаем, или кто отверз ему очи, мы не знаем. Сам в совершенных летах; самого спросите; пусть сам о себе скажет. Так отвечали родители его, потому что боялись Иудеев; ибо Иудеи сговорились уже, чтобы, кто признает Его за Христа, того отлучать от синагоги. Посему-то родители его и сказали: он в совершенных летах; самого спросите. Итак, вторично призвали человека, который был слеп, и сказали ему: воздай славу Богу; мы знаем, что Человек Тот грешник. Он сказал им в ответ: грешник ли Он, не знаю; одно знаю, что я был слеп, а теперь вижу. Снова спросили его: что сделал Он с тобою? как отверз твои очи? Отвечал им: я уже сказал вам, и вы не слушали; что еще хотите слышать? или и вы хотите сделаться Его учениками? Они же укорили его и сказали: ты ученик Его, а мы Моисеевы ученики. Мы знаем, что с Моисеем говорил Бог; Сего же не знаем, откуда Он. Человек [прозревший] сказал им в ответ: это и удивительно, что вы не знаете, откуда Он, а Он отверз мне очи. Но мы знаем, что грешников Бог не слушает; но кто чтит Бога и творит волю Его, того слушает. От века не слыхано, чтобы кто отверз очи слепорожденному. Если бы Он не был от Бога, не мог бы творить ничего. Сказали ему в ответ: во грехах ты весь родился, и ты ли нас учишь? И выгнали его вон. Иисус, услышав, что выгнали его вон, и найдя его, сказал ему: ты веруешь ли в Сына Божия? Он отвечал и сказал: а кто Он, Господи, чтобы мне веровать в Него? Иисус сказал ему: и видел ты Его, и Он говорит с тобою. Он же сказал: верую, Господи! И поклонился Ему. 
— Ин. 9:1-38

## Богословское толкование

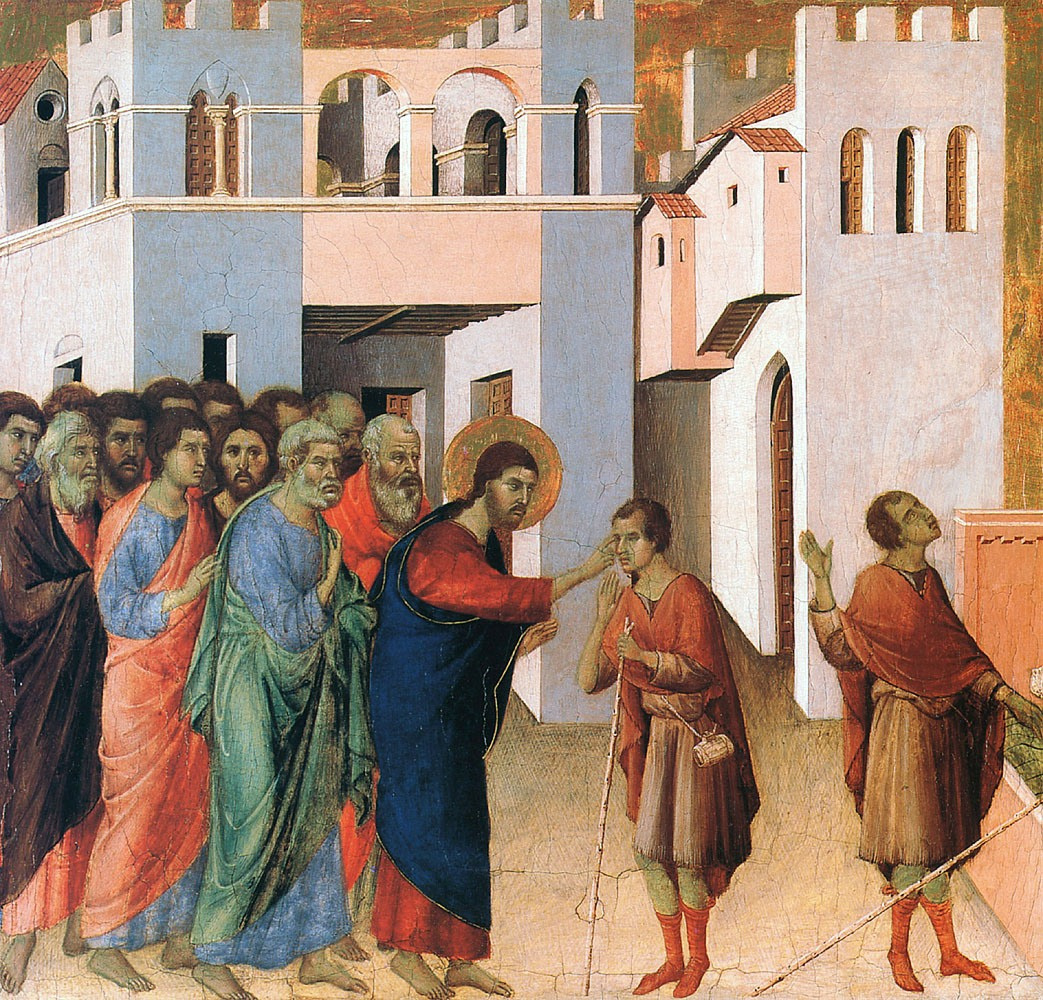
Начало XIV века. Дуччо ди Буонинсенья.

Образ слепца, просящего милостыню, отражает духовную слепоту всякого грешника, но вместе с тем, являет образ «нищего духом» (Мф. 5:3), то есть человека, осознающего свою духовную нищету и открытого для милости Божьей.
Господь Иисус Христос совершает чудо исцеления слепорожденного после выхода из храма, чтобы этим знамением смягчить жестокосердие иудеев и подтвердить вызвавшие их гнев слова: «прежде нежели был Авраам, Я есмь» (Ин. 8:58).
Святитель Иоанн Златоуст:

Слепому, быть может, кто-нибудь и отверзал очи, но слепорожденному – ещё никто. А что Спаситель, выйдя из храма, пошел нарочно для этого дела, – видно из того, что сам Он увидел слепого, а не слепой подошёл к Нему, – и так пристально посмотрел на него, что обратил внимание и учеников.

Апостолы, видя как Христос пристально смотрит на слепорождённого, задались вопросом «кто согрешил, он или родители его?».
Архиепископ Аверкий (Таушев):

Отвечая на вопрос учеников, Господь показывает вместо причины цель, для которой этот человек родился слепым: "Не согрешили ни он, ни родители его", хотя, конечно, как люди, они не безгрешны вообще, "но это для того, чтобы на нём явились дела Божии", то есть, чтобы через его исцеление открылось, что Христос есть "Свет мира", что Он пришёл в мир для просвещения человечества, пребывающего в слепоте духовной, образом которой является слепота телесная.

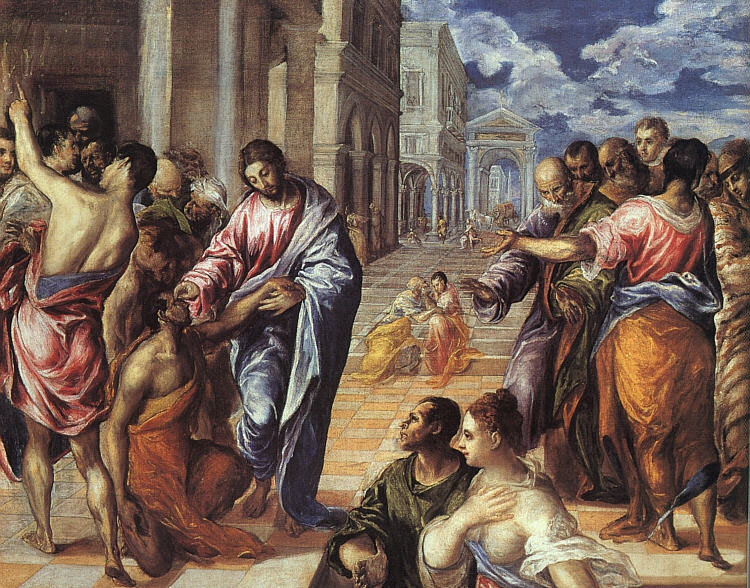
«Христос, исцеляющий слепого». XVI век. Эль Греко.

Сделав брение из слюны и земли, Христос помазал им глаза слепому, повелев позже пойти и умыться.
Святитель Феофилакт Болгарский:

Одни слова, что создал Адама Я, могли показаться соблазнительными для слушателей, но когда слова подтверждаются делом, не оставалось уже повода к соблазну. Устрояет глаза из брения, употребляя тот же способ творчества, каким сотворил и Адама. Не только устроил глаза и открыл их, но одарил зрением, а это показывало, что Он вдохнул и душу в Адама... Так как Он намерен был послать слепца на Силоам, то, чтобы не приписали чуда воде источника, но познали, что образовала глаза слепому и открыла их сила, вышедшая из уст Его, для сего плюнул на землю и из плюновения уст сделал брение. Потом, чтобы ты не подумал, что чудо зависело от земли, повелевает умыться, чтобы брение совсем отстало. Впрочем, некоторые говорят это брение совсем не отпало, но превратилось в глаза.

Омывшись в водах Силоама, слепорождённый прозрел, что вызвало распрю между свидетелями: тот ли это человек, который сидел близ храма и просил милостыню? Недоразумение разрешил сам исцеленный, что привело к ещё большему ожесточению фарисеев, которые возбудили вопрос: да был ли он слеп? Призвав родителей его, спросили: «это ли сын ваш, о котором вы говорите, что родился слепым? как же он теперь видит»? Из толкования Б. И. Гладкова: 

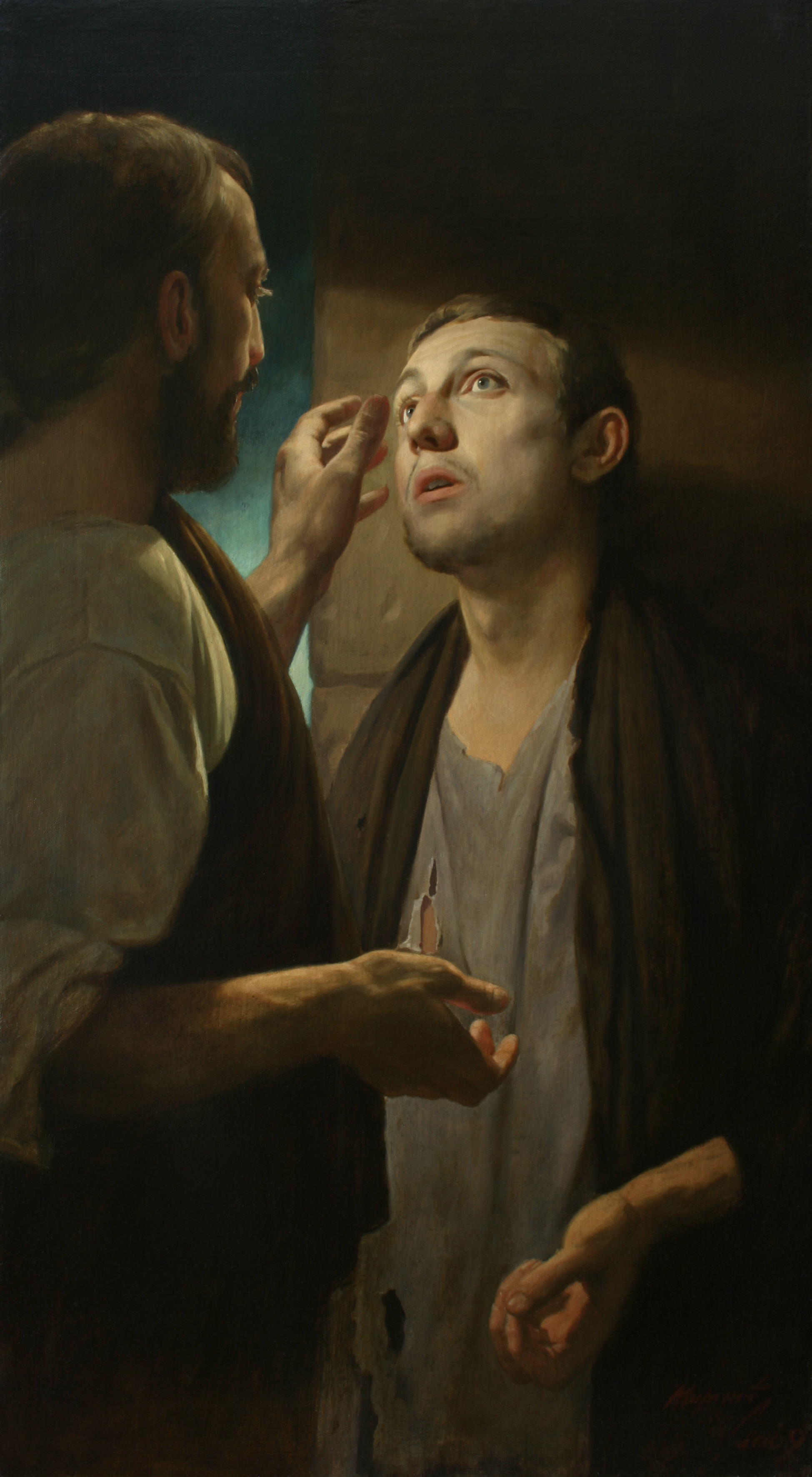
«Христос и нищий. Исцеление слепорождённого». Картина XXI века.

Боясь отлучения от синагоги и мщения фарисеев, родители исцеленного дали уклончивый ответ; они подтвердили, что это их сын, родившийся  слепым, но почему теперь видит, –
 отозвались незнанием... Удостоверясь таким образом, что исцеленный был действительно слепым от рождения, иудеи вызывают его вторично... Враги Христа стараются теперь внушить бывшему слепцу, что они произвели тщательное расследование о Том Человеке, Которого он не знает и даже не видел, и пришли к несомненному убеждению, что Человек Тот грешник (Ин. 9, 24). Ненависть их к Иисусу была так велика, что они даже не называли Его по имени. Поверь же нам, говорили они, воздай славу Богу и признай со своей стороны Его грешником, нарушающим закон о субботнем покое... Исцелённый не произнес желанной фарисеями клятвы, но не без глумления над ними сказал: грешник ли Он, не знаю; одно знаю, что я был слеп, а теперь вижу. Что же сделал Он с тобою? как отверз твои очи? – снова спросили его фарисеи. Этот вопрос приводит в раздражение исцеленного. «Вы уже спрашивали меня об этом, и я ответил вам (говорит он), а если тогда вы не хотели меня слушать, то чего теперь хотите от меня? Вы так тщательно исследуете подробности совершённого надо мною чуда, так интересуетесь ими, что можно подумать, не хотите ли и вы сделаться Его учениками?».

Фарисеи, почувствовали себя оскорблёнными человеком, принадлежащим к черни. Раздражение побуждает их называть его учеником Христа, хотя на самом деле тот не был еще таким, а себя гордо величают учениками Моисея. При этом, лукавя, говорят, что не знают, откуда Христос, т. е. откуда Он взял Своё учение и силы, боясь теперь сказать, что Христос грешник и, следовательно, не от Бога. Затруднительным положением фарисеев пользуется исцеленный, он напоминает книжникам то, что, собственно говоря, хорошо было известно каждому израильтянину: благочестие и исполнение воли Божией есть условие услышания всякой молитвы и заключает, что Христос от Бога. Выведенные из себя фарисеи объявляют исцелённому, что он, очевидно, уже родился грешником, затем они выгоняют его. Из толкования А.П. Лопухина:

Этим они ясно показали, что им нечего сказать против той истины, какую высказал этот простец (стих 31). Со своей стороны пострадавший за Христа человек обнаружил всем своим образом действий, что в нём постепенно совершился переход от доверия, которое он сначала имел к Христу как к чудесному целителю, к вере в Него как в посланника Божия, как в благочестивого и сильного Молитвенника, Kоторому Бог даёт власть совершать чудеса. Kогда Христос от кого-то услышал, что фарисеи выгнали исцелённого, Он приблизился к нему, чтобы помочь достигнуть полной веры в Него. Встретив его, Христос просил его: «веруешь ли ты в Сына Божия?» Христос этим показывает исцелённому, что Ему известно, как этот человек защищал Его перед фарисеями. Исцелённый, как сказано выше, утверждал, что Иисус от Бога (стих 33). В этом исповедании уже лежал зародыш веры в Иисуса как в Богопосланного Мессию. Ведь слепой должен же был сообразить, что Христос не напрасно послал его омыть глаза в Силоамском источнике. Он не мог не понять, что его исцелитель этим намекал на пришествие «посланника от Бога» (Силоам значит «посланный»)... Он [Христос] спрашивает исцелённого: верит ли тот в Него как в Мессию? (Термин «Сын Божий» здесь, несомненно, имел значение не метафизическое, а теократическое, он обозначал в настоящий раз «Мессию», так как исцелённый только в таком смысле и мог теперь понять его). Исцелённый охотно идёт Христу навстречу, спрашивая: «а кто Он?» Чувствуя, что Мессия к нему близок, он как бы говорит: «Да где же Он? Скорей, скорей бы к Нему!» И желание его приходит в исполнение. Христос говорит ему, что он уже «видел» Мессию – видел, конечно, тогда, когда у него отверзлись очи. Мессия и сейчас стоит перед ним («говорит с тобою»). Исцелённый после этого исповедал свою веру во Христа как в обетованного Мессию, и поклонился Ему как Божественному Посланнику.

Схожие чудеса явлены Христом в исцелении слепых в Вифсаиде (Мк. 8:22-26), Иерихоне (Мф. 20:30-34, Мк. 10:46-52, Лк. 18:35-43)

## Богослужение
В чине православного богослужения чудо исцеления слепорождённого поминается Церковью в воскресный день 6-й недели о Пасхе. По объяснению Синаксаря, чудо исцеления слепорождённого вспоминается в настоящую неделю потому, что оно было совершено в Пятидесятницу.